# 1996년 하계 올림픽 루마니아 선수단
1996 하계 올림픽 루마니아 선수단은 루마니아가 1996년 7월 19일부터 8월 4일까지 미국 애틀랜타에서 열린 제26회 하계 올림픽에 파견한 선수단이다.

## 복싱
| 선수 | 세부 종목 | 64강           | 32강           | 16강           | 8강            | 준결승         | 결승           | 결승 |
| 선수 | 세부 종목 | 상대 선수 결과 | 상대 선수 결과 | 상대 선수 결과 | 상대 선수 결과 | 상대 선수 결과 | 상대 선수 결과 | 순위 |

## 육상
남자 1500m
- 오비디우 올테아누
  - 예선 - 3:38.33 (→진출 실패)

남자 400m 허들
- 무구르 마테스쿠
  - 예선 - 49.97초 (→진출 실패)